# Дупло

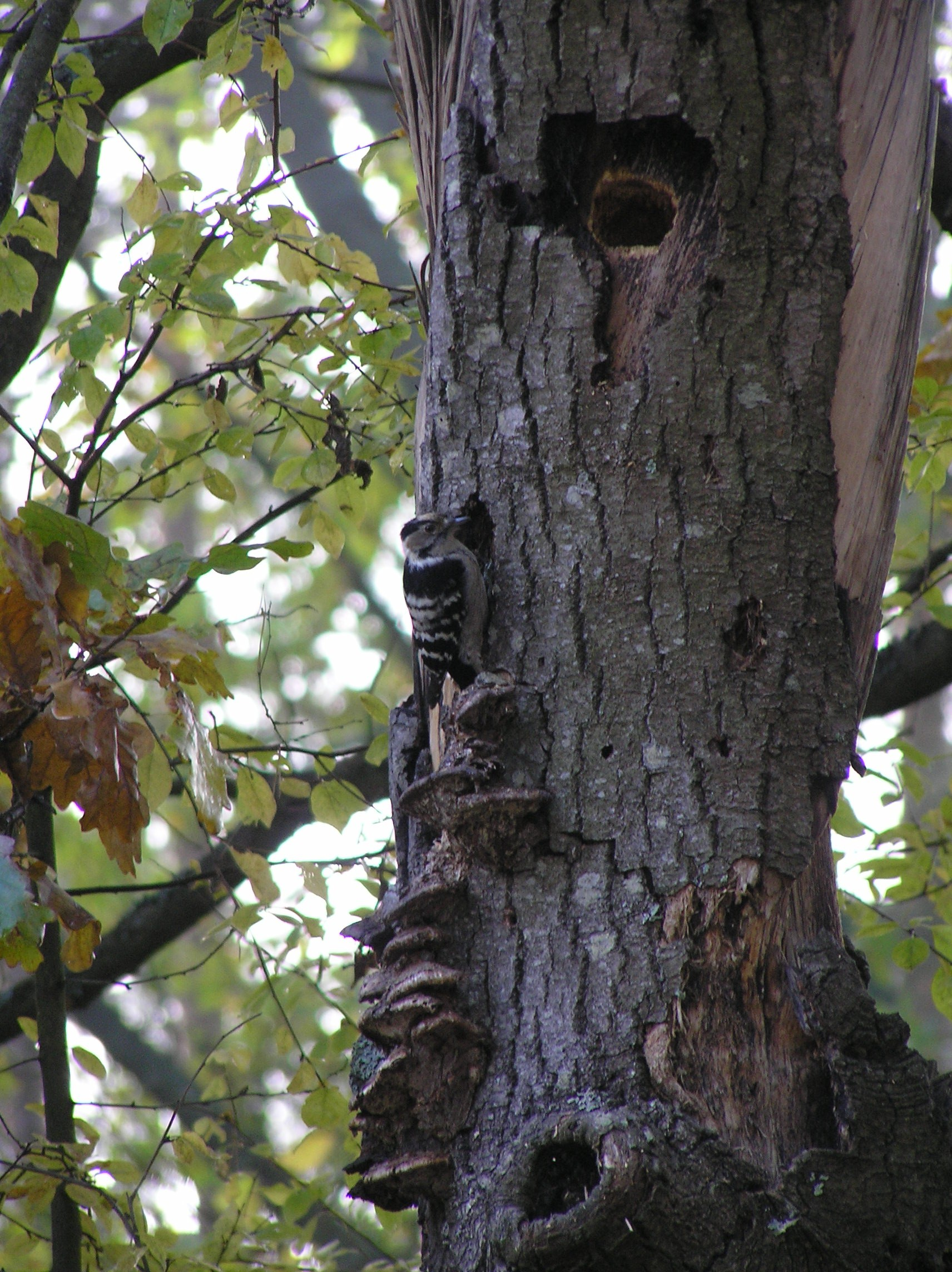
Дупла, выдолбленные малым пёстрым дятлом (Picoides minor). Обратите внимание на древесные грибы, способствующие разрушению сердцевины дерева.

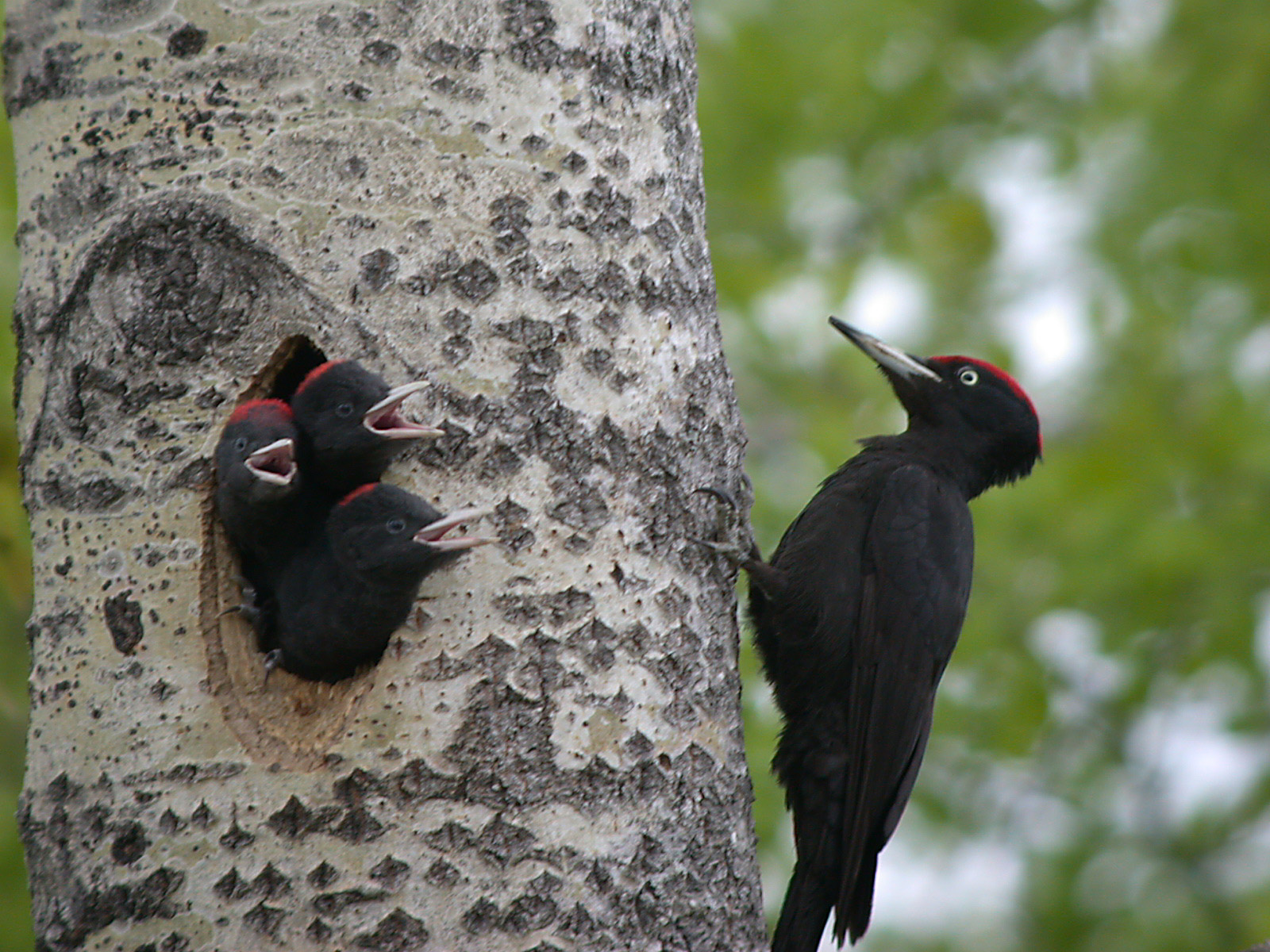
Дупло с птенцами

Дупло́ — частично закрытая полость в стволе или ветви дерева, сформировавшаяся естественным путём.
Чаще всего дупла встречаются на старых или мёртвых деревьях различных видов, являясь убежищем для множества позвоночных и беспозвоночных животных.
Дупло является одним из пороков древесины. Дупла, образовавшиеся при разрушении древесины грибами, входят в группу грибных поражений древесины, а выдолбленные пернатыми называются повреждением птицами и включены в группу пороков «биологические повреждения».
Дупла формируются в результате естественных физиологических нагрузок, приводящих к обнажению сердцевины дерева. Причинами формирования дупел могут быть ветер, огонь, жара, молнии, дождь, воздействие насекомых (например термитов), бактерий и грибов. Кроме того, дуплистыми могут стать участки дерева, к которым крепились отвалившиеся в процессе старения ветви. Многие животные расширяют и углубляют дупла.
Размер дупла зависит от возраста дерева. К примеру, на эвкалиптах дупла могут появиться в любом возрасте, но дупла, подходящие по размеру для небольших позвоночных животных, появляются не ранее чем на сто двадцатый год жизни дерева.
Дупла в поваленных деревьях также часто используются животными, такими как летучие мыши, ехидны, сумчатые муравьеды, сумчатые куницы Жоффруа и многими рептилиями.
Дуплистые деревья, лежащие в водоёмах, могут использоваться водными животными как жилище или место для кладки яиц.
Дупла очень важны как место обитания многих видов диких животных, особенно в тех случаях, когда проживанию в дупле нет достойной замены. Дупло может служить местом дневного или ночного сна, выращивания или кормления потомства, убежищем в непогоду.
На выбор дупла животным могут влиять размер и форма входного отверстия, глубина дупла и изолирующие качества его стенок.